# 高台子街道 (本溪市)
高台子街道，是中华人民共和国辽宁省本溪市明山区下辖的一个乡镇级行政单位。

## 行政区划
高台子镇下辖以下地区：
赫地社区、姚家社区、高台子村、李家堡村、东高堡村、奚家堡村、塔峪村、新岭村、窑沟口村、威宁营村、梁家村、旧孩岭村、平安岭村、胜利村和台地村。